# Óliver Arteaga
Óliver Arteaga Padrón (El Hierro, 4 gennaio 1983) è un cestista spagnolo.

## Palmarès

### Squadra
- ULEB Cup: 1

Valencia: 2002-2003
- Copa Princesa de Asturias: 1

Palencia: 2015

### Individuale
- MVP Liga LEB Oro: 1

Unión Navarra: 2015-2016